# Nelsan Ellis
Nelsan Ellis (30 de novembro de 1977 – 8 de julho de 2017) foi um ator e dramaturgo americano, mais conhecido por interpretar Lafayette Reynolds na série da HBO True Blood.

## Biografia
Ellis nasceu em Harvey, Illinois, perto de Chicago. Aos seis anos, após o divórcio de seus pais, Ellis e sua mãe mudaram-se para o Alabama. Ele se mudou de volta para Illinois quando adolescente, e graduou-se na Thornridge High School, em Dolton, Illinois, 1997.
Participou da Juilliard um ano a frente com Rutina Wesley, enquanto lá, escreveu e encenou uma peça semi-autobiográfica intitulada Ugly, que fala sobre os efeitos da violência doméstica. Foi realizada na escola e mais tarde ganhou Prêmio Martin E. Segal do Lincoln Center. Resolveu escrever a peça, depois que sua irmã Alice foi baleada pelo marido em 2002.
Ganhou um Satellite Award da International Press Academy 2008 de melhor ator coadjuvante em uma série de televisão onde interpreta Lafayette Reynolds, personagem de True Blood, da HBO. Ellis ganhou o "Brink of Fame: Actor" prêmio no NewNowNext Awards 2009.
Em 8 de julho de 2017, o ator teve uma parada cardíaca ocasionada por falência múltipla de órgãos. Em 14 de julho, a família de Nelsan revelou que o ator lutava há muitos anos contra o vício em drogas e álcool, inclusive passando por clínicas de reabilitação. No mais recente processo de limpeza do organismo, contraiu uma grave infecção sanguínea que o levou à internação durante quatro dias, até sofrer a parada que o vitimara.

## Filmografia

### Filmes
| Ano  | Título                         | Papel                  |
| ---- | ------------------------------ | ---------------------- |
| 2005 | Warm Springs                   | Roy Collier            |
| 2008 | The Express                    | Will Davis, Jr.        |
| 2009 | The Soloist                    | David Carter           |
| 2010 | Secretariat                    | Eddie Sweat            |
| 2011 | The Help                       | Henry The Waiter       |
| 2012 | The Reluctant Fundamentalist   | Wainwright             |
| 2013 | Gods Behaving Badly            | Dionysus               |
| 2013 | Lee Daniels' The Butler        | Martin Luther King Jr. |
| 2014 | Get on Up                      | Bobby Byrd             |
| 2015 | The Stanford Prison Experiment | Jesse Fletcher         |

### Televisão

#### Séries
| Ano       | Título          | Papel              | Notas        |
| --------- | --------------- | ------------------ | ------------ |
| 2005      | The Inside      | Carter Howard      | 13 episódios |
| 2007      | Veronica Mars   | Apollo Bukenya     | 1 episódio   |
| 2007      | Without a Trace | Deng Nimieri       | 1 episódio   |
| 2008-2014 | True Blood      | Lafayette Reynolds |              |
| 2017      | Elementary      | Shinwell Johnson   | 20 episódios |

### Curtas-metragens
| Ano  | Título                   | Papel   |
| ---- | ------------------------ | ------- |
| 2002 | Lost                     | Hoffa   |
| 2005 | Trespass                 | Donny   |
| 2009 | Talent                   | Titus   |
| 2012 | Naked Eye                | The Man |
| 2013 | #Nausea… for Millennials | Gibson  |